# Автошлях Н 09
Автошлях Н 09 — автомобільний шлях національного значення на території України. Проходить територією Закарпатської, Івано-Франківської та Львівської областей.
Починається у місті Мукачево, проходить через Хуст, Тячів, Рахів, Ясіня, Яблуницький перевал, Яремче, Надвірну, Івано-Франківськ, Галич, Бурштин, Рогатин, Бібрку і закінчується у Львові.
Станом на січень 2022 р. автошлях був майже повністю відремонтований, лише декілька ділянок в Івано-Франківській області (в районі Богородчан та поряд) і Закарпатській області (Рахівський район та смт Солотвино) перебували на стадії ремонту.

## Загальна довжина
Мукачево — Рахів — Богородчани — Івано-Франківськ — Рогатин — Бібрка — Львів — 429,5 км.